# Emir Kusturica
Emir Kusturica ([ku.stur.'i.tza] em sérvio cirílico Емир Кустурица; pronunciado "Êmir Kusturítsa") (Sarajevo, 24 de novembro de 1954) é um cineasta e músico sérvio.
Com uma expressiva seqüência de trabalhos internacionalmente aclamados, Kusturica é visto como um dos mais criativos directores de cinema dos anos oitenta e noventa. Venceu duas vezes a Palma de Ouro (por Otac na službenom putu e Underground), bem como recebeu também a comanda francesa da Ordre des Arts et des Lettres.

## Vida

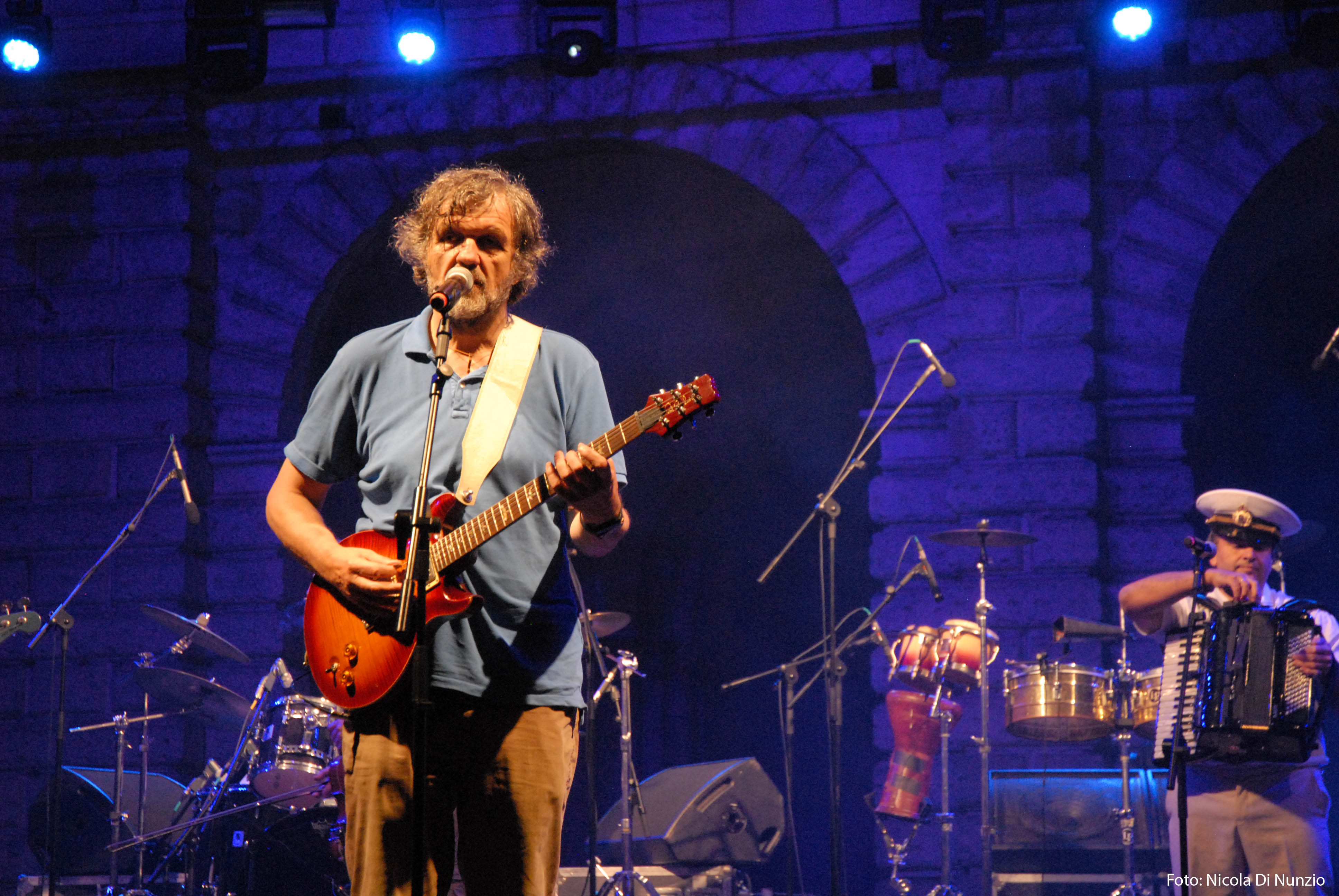
Emir Kusturica & No Smoking Orchestra - 2017 Beja /Portugal

Kusturica começou a fazer cinema ainda no colégio, dirigindo filmes independentes. Alguns destes foram premiados em festivais nacionais amadores. Estudou na Famu, uma famosa academia cinematográfica de Praga, entre 1973 e 1977. Brilhante aluno, Kusturica estudou com o diretor checo Otakar Vavra. O estudante Kusturica ganhou o primeiro prémio do Festival Internacional de Cinema Estudantil de Karlovy Vary, no mesmo país, com o seu projecto final de graduação, a curta-metragem em preto-e-branco Guernica (1978).
De volta à Jugoslávia, Kusturica trabalhou para a TV e dirigiu, entre outros, As Noivas Estão Chegando (1979) e Bar Titanic (1980), que lhe valeu o primeiro prémio no Festival do Telefilme de Portoroz (Eslovênia). Sua longa de estreia no cinema, Você se Lembra de Dolly Bell? (1981), tornou-se um sucesso de crítica internacional e foi laureado em Veneza com o Leão de Ouro para directores estreantes.
Em 1985, ganhou a Palma de Ouro do Festival de Cannes, com o filme Quando Papai Saiu em Viagem de Negócios.
Para além de cineasta, Emir Kusturica é também músico, tendo um projeto musical denominado Emir Kusturica & The No Smoking Orchestra, possuindo um estilo de gypsy rock muito próprio.

## Filmografia
- Povo De Cristo. O nosso tempo, 2024, documentário
- L'affaire Farewell, 2009
- Maradona by Kusturica, 2008
- Promise Me This (Zavet) (anunciado para 2007)
- All the invisible children (Blue Gypsy),2005
- A vida é um milagre (Život je čudo), 2004
- Super 8 Stories, 2001, documentário
- Gato preto, gato branco (Crna mačka, beli mačor), 1998
- Underground - Mentiras de Guerra (Underground), 1995
- Arizona Dream, 1993
- O Tempo dos Ciganos (Dom za vešanje), 1988
- Quando Papai Saiu em Viagem de Negócios (Otac na službenom putu), 1985
- Você se lembra de Dolly Bell? (Sjećaš li se, Dolly Bell), 1981
- Bar Titanic (Bifet Titanik), 1980
- As noivas estão chegando (Nevjeste Dolaze), 1979
- Guernica, 1978, curta-metragem

## Prêmios
- Guernica, Primeiro Prêmio do festival de Cinema Karlovy Vary, (1978)
- Você se lembra de Dolly Bell?, Leão de Ouro Festival de Veneza, (1981)
- Quando Papai Saiu em Viagem de Negócios, Palma de Ouro Festival de Cannes; indicação ao prêmio de Melhor Filme Estrangeiro Óscar, (1985)
- Time of Gypsies, Melhor Diretor Festival de Cannes, (1989)
- Arizona Dream, Urso de Prata Festival de Berlim, (1993)
- Underground, Palma de Ouro Festival de Cannes, (1995)